# Елсберрі (Міссурі)
Елсберрі (англ. Elsberry) — місто (англ. city) в США, в окрузі Лінкольн штату Міссурі. Населення — 1937 осіб (2020).

## Географія
Елсберрі розташоване за координатами 39°10′6″ пн. ш. 90°47′16″ зх. д. / 39.16833° пн. ш. 90.78778° зх. д. (39.168336, -90.787909).  За даними Бюро перепису населення США в 2010 році місто мало площу 4,23 км², уся площа — суходіл.

## Демографія
Згідно з переписом 2010 року, у місті мешкали 1934 особи в 808 домогосподарствах у складі 517 родин. Густота населення становила 458 осіб/км².  Було 939 помешкань (222/км²).
Расовий склад населення:
| - 94,1 % — білих - 2,4 % — чорних або афроамериканців - 1,0 % — корінних американців |

До двох чи більше рас належало 1,9 %. Частка іспаномовних становила 2,0 % від усіх жителів.
За віковим діапазоном населення розподілялося таким чином: 24,3 % — особи молодші 18 років, 60,1 % — особи у віці 18—64 років, 15,6 % — особи у віці 65 років та старші. Медіана віку мешканця становила 38,4 року. На 100 осіб жіночої статі у місті припадало 84,7 чоловіків;  на 100 жінок у віці від 18 років та старших — 86,0 чоловіків також старших 18 років.
Середній дохід на одне домашнє господарство  становив 44 555 доларів США (медіана — 37 962), а середній дохід на одну сім'ю — 56 284 долари (медіана — 47 500). Медіана доходів становила 35 938 доларів для чоловіків та 25 972 долари для жінок. За межею бідності перебувало 18,6 % осіб, у тому числі 34,4 % дітей у віці до 18 років та 9,9 % осіб у віці 65 років та старших.
Цивільне працевлаштоване населення становило 678 осіб. Основні галузі зайнятості: виробництво — 26,5 %, освіта, охорона здоров'я та соціальна допомога — 14,3 %, роздрібна торгівля — 11,9 %, мистецтво, розваги та відпочинок — 10,6 %.